# Kreisarchive in Baden-Württemberg
Kreisarchive in Baden-Württemberg sind kommunale Institutionen, die für die dauerhafte Sicherung, Erschließung und Bereitstellung von Unterlagen, die in der öffentlichen Verwaltung der Landkreise entstehen, zuständig sind (zur Abgrenzung siehe auch Archivsparten). Als zentrale Speicherorte für amtliche Dokumente bewahren sie nicht nur rechtlich und historisch relevante Verwaltungsdokumente, sondern leisten auch einen wesentlichen Beitrag zur Erhaltung des kulturellen Erbes. Ihre Bedeutung geht über die reine Archivierung hinaus: Kreisarchive sind relevant für die Unterstützung der Geschichtsforschung, da sie Forschenden, Heimatkundlern und Interessierten Zugang zu einer Vielzahl von Quellen bieten. Darüber hinaus tragen sie durch die Sicherung von Archivalien zur Transparenz und Nachvollziehbarkeit des Verwaltungshandelns bei und fördern das Bewusstsein für regionale Identität und Geschichte.

## Geschichte
Die Entwicklung der Kreisarchive in Baden-Württemberg verdeutlicht die Veränderungen in der Verwaltungsstruktur und im Archivwesen des Landes. Die ersten Kreisarchive wurden demnach in den 1950er Jahren gegründet. Zunächst beliefen sich die Hauptaufgaben auf die kommunale Archivpflege und die regionale historische Bildung.
Zwischen den Jahren 1969 und 1973 wurde in Baden-Württemberg eine Kreisreform umgesetzt, die Verwaltungsstrukturen modernisieren sollte und eine Neugliederung der Landkreise zufolge hatte (siehe auch Kreisreform Baden-Württemberg 1793). Dies hatte auch konkrete Auswirkungen auf die Struktur der Kreisarchive. Die Kreise wurden auf eine Anzahl von 35 reduziert, wodurch eine Anpassung und Neuordnung der Archivlandschaft notwendig war.
Das am 27. Juli 1987 verabschiedete Landesarchivgesetz schuf daraufhin die rechtliche Grundlage für die Einrichtung weiterer Kreisarchive, wodurch ein bedeutender Fortschritt in der Archivgeschichte Baden-Württembergs festzustellen ist. Durch dieses Gesetz war es Landkreisen möglich, Dokumente der unteren staatlichen Verwaltungsbehörden in ihren eigenen Archiven zu speichern. Als Voraussetzung hierfür dient die Einhaltung der archivfachlichen und -technischen Bedingungen.
Im Jahr 2002 verfügten schließlich alle 35 Landkreise über ein eigenes Kreisarchiv. Diese Archive bewahren seither vornehmlich die Überlieferung der Landratsämter, Bezirksämter, Oberämter und ihren Vorgängerinstitutionen auf. Außerdem betreuen und beraten sie nicht hauptamtlich verwaltete Stadt- und Gemeindearchive in archivfachlichen Angelegenheiten. Die Kreisarchive in Baden-Württemberg fungieren somit als sogenannte dritte Ebene zwischen den staatlichen und den städtischen Archiven. Diese Position basiert auf einer historisch gewachsenen kommunalen Selbstverwaltung, wie beispielsweise den Amtsversammlungen in Württemberg oder den Kreisverbänden in Baden.
Im Verlauf der zunehmenden Digitalisierung und der verstärkten Vernetzung der Archive haben die Kreisarchive ihre Rolle erweitert und bieten heute oftmals Dienstleistungen für Verwaltung, Forschung und die Öffentlichkeit an.

## Aufgaben und Funktion
Die Kreisarchive in Baden-Württemberg fungieren als zentrale Anlaufstellen für die Archivierung und Bereitstellung von Unterlagen der Landkreise. Sie bewahren Verwaltungsdokumente, Karten, Bilder und Nachlässe, die für die rechtliche Absicherung, historische Forschung und kulturelle Identität der Region von Bedeutung sind. Einige Kreisarchive verfügen über umfangreiche landeskundliche Bibliotheken, die Forschenden und der interessierten Öffentlichkeit zur Verfügung stehen. Die Kreisarchive arbeiten außerdem eng mit anderen Archiven und Institutionen zusammen, um eine transparente Beständeabgrenzung und einen effektiven Beständeaustausch zu gewährleisten. Dies fördert die Zugänglichkeit und Nutzung der archivierten Materialien für verschiedene Forschungszwecke. Die Arbeitsgemeinschaft der Kreisarchive beim Landkreistag Baden-Württemberg bietet eine Plattform für den Austausch und die Zusammenarbeit der Kreisarchive untereinander sowie mit dem Landesarchiv. Sie unterstützt die Kreisarchive bei der Bewältigung neuer Herausforderungen und fördert die Weiterentwicklung des Archivwesens in der Region.

## Organisation und Struktur
In Baden-Württemberg gewährleisten die Verwaltungsstruktur und die gesetzliche Grundlage der Kreisarchive, dass diese Institutionen ihre Aufgaben im Einklang mit den rechtlichen Voraussetzungen erfüllen können. Ihre Organisation steht in enger Verbindung zur Verwaltungsstruktur des Landes und zu den Bestimmungen des Landesarchivgesetzes Baden-Württemberg.
Organisatorisch sind die Kreisarchive den Landratsämtern der jeweiligen Landkreise unterstellt. Üblicherweise werden die Archive hier in die Verwaltungsbereiche Kultur, Bildung oder Verwaltung eingeordnet. Innerhalb der regionalen Verwaltungsstrukturen gewährleisten die Kreisarchive, dass wichtige Verwaltungsunterlagen, dabei insbesondere Dokumente mit historischer, rechtlicher oder verwaltungstechnischer Bedeutung, über die Kreisverwaltung hinweg zugänglich bleiben.
Die gesetzliche Grundlage für die Arbeit der Kreisarchive bildet das Landesarchivgesetz Baden-Württemberg (ursprünglich 1987 verabschiedet, zuletzt im Jahr 2015 überarbeitet). Hierin ist unter anderem neben der Verpflichtung der Bewahrung von Verwaltungsunterlagen auch eine langfristige öffentliche Zugänglichkeit Voraussetzung. Dadurch kommt den Kreisarchiven sowohl die Rolle des Bewahrers des Archivguts zu als auch eine Bedeutung für die Geschichts- und Kulturforschung.

## Besondere Bestände und Projekte
- Kreisarchiv Esslingen Fotosammlungen: Das Kreisarchiv Esslingen beherbergt umfangreiche Fotosammlungen, darunter historische Aufnahmen des Alltagslebens und der Industriegeschichte der Region. Sie stellt auf der Plattform Smapshot historische Luftbilder des Landkreises bereit, die mithilfe von Crowdsourcing in einem virtuellen 3D-Globus verortet werden. Ziel des Projekts ist es, einen virtuellen Globus der Vergangenheit zu erstellen, indem historische Bilder mit aktuellen Geodaten verknüpft werden. Die Öffentlichkeit kann anonym oder registriert Beiträge leisten, die vom Kreisarchiv überprüft und freigeschaltet werden.[10]
- Kreisarchiv Lörrach Vom Leseraum zum Scanzentrum:  Seit seiner Gründung im Jahr 2009 hat sich das Kreisarchiv Lörrach von einem einfachen Leseraum zu einem modernen Scanzentrum entwickelt. Es unterstützt die Digitalisierung von Archivbeständen und fördert die Kulturarbeit im Landkreis.[11]
- Kreisarchiv Karlsruhe Publikationsreihe:  Das Kreisarchiv Karlsruhe gibt die Reihe Beiträge zur Geschichte des Landkreises Karlsruhe heraus, die ein Forum für die wissenschaftliche Aufarbeitung und populäre Vermittlung regionaler Geschichte bietet. Bisher sind acht Bände erschienen, die verschiedene Aspekte der Kreisgeschichte beleuchten, darunter die Entwicklung der Kreisverbände und die Geschichte des Landkreises in der NS-Zeit.[12]

## Herausforderungen
Die Kreisarchive in Baden-Württemberg stehen vor vielfältigen Herausforderungen, die sowohl aus internen Strukturen, als auch aus externen Entwicklungen resultieren. Viele Kreisarchive sind personell und finanziell knapp ausgestattet. Weiterhin erfordert die fortschreitende Digitalisierung von den Archiven die Entwicklung neuer Nutzungsmöglichkeiten. Der Umgang hiermit stelle die Kreisarchive oftmals vor Ressourcen-technische Herausforderungen. Essenziell für das Bestehen der Archive ist auch eine moderne Bestandserhaltung. Auch diese sei oft durch begrenzte Ressourcen gefährdet. Ebenfalls relevant zu nennen ist die angestrebte Zusammenarbeit zwischen verschiedenen Archivtypen, die eine klare Zuständigkeit erfordert. Die Arbeitsgemeinschaft der Kreisarchive bietet hierzu einen Rahmen und fördert den Austausch zwischen den Archiven.

## Liste der Kreisarchive
Nachfolgend sind die Kreisarchive in Baden-Württemberg aufgelistet:
- Kreisarchiv Alb-Donau-Kreis
- Kreisarchiv Bodenseekreis
- Kreisarchiv Biberach
- Kreisarchiv Böblingen
- Kreisarchiv Breisgau-Hochschwarzwald
- Kreisarchiv Calw
- Kreisarchiv Emmendingen
- Kreisarchiv Enzkreis
- Kreisarchiv Esslingen
- Kreisarchiv Freudenstadt
- Kreisarchiv Göppingen
- Kreisarchiv Heidenheim
- Kreisarchiv Heilbronn
- Kreisarchiv Hohenlohekreis
- Kreisarchiv Karlsruhe
- Kreisarchiv Konstanz
- Kreisarchiv Lörrach
- Kreisarchiv Ludwigsburg
- Kreisarchiv Main-Tauber-Kreis
- Kreisarchiv Neckar-Odenwald-Kreis
- Kreisarchiv Ortenaukreis
- Kreisarchiv Ostalbkreis
- Kreisarchiv Rastatt
- Kreisarchiv Ravensburg
- Kreisarchiv Rems-Murr-Kreis
- Kreisarchiv Reutlingen
- Kreisarchiv Rhein-Neckar-Kreis
- Kreisarchiv Rottweil
- Kreisarchiv Schwarzwald-Baar-Kreis
- Kreisarchiv Schwäbisch Hall
- Kreisarchiv Sigmaringen
- Kreisarchiv Tübingen
- Kreisarchiv Tuttlingen
- Kreisarchiv Zollernalbkreis
- Kreisarchiv Waldshut